# اچ‌ام‌اس پومونه (۱۸۹۷)
اچ‌ام‌اس پومونه (۱۸۹۷) (به انگلیسی: HMS Pomone (1897)) یک کشتی بود که طول آن ۳۱۳ فوت ۶ اینچ (۹۵٫۶ متر) بود. این کشتی در سال ۱۸۹۷ ساخته شد.